# Caso Emperador
El Caso Emperador es una operación policial dirigida por la Fiscalía Anticorrupción y la Audiencia Nacional de España contra la denominada "mafia china", involucrada en casos de blanqueo de capitales y de fraude fiscal, así como de contrabando, delitos contra la hacienda pública y coacciones y amenazas contra la propiedad intelectual e industrial y contra los trabajadores.

## Desarrollo
La operación estuvo dirigida por el juez de la Audiencia Nacional, Fernando Andreu y hasta el momento se han llevado a cabo 80 detenciones de las 110 órdenes de arresto emitidas. Entre los detenidos destaca el cabecilla de la red criminal, el empresario chino Gao Ping, propietario de numerosas naves en el polígono industrial Cobo Calleja de Fuenlabrada; José Borrás, concejal del PSOE y el actor porno Nacho Vidal. Gao Ping es un gran propietario que posee un enorme chalet en Somosaguas, una gran galería de arte y decenas de sociedades que se dedicaban al comercio exterior. También tiene contactos políticos de alto nivel. Gao negó conocer a Nacho Vidal o haber visto alguna de sus películas. Las relaciones de Ping alcanzaron incluso a tres parientes lejanos del Rey Juan Carlos I, a los cuales el fiscal anticorrupción pidió imputar.
En los registros (llevados a cabo en Madrid, Barcelona, Málaga, y otras ciudades del País Vasco y Castilla y León) se han intervenido seis millones de euros en efectivo, 202 vehículos, joyas, obras de arte y armas, y se han embargado cuentas bancarias de 122 personas y 235 sociedades.
Lo curioso del caso, es la coincidencia de la "Operación Emperador" con la segunda fase de la Amnistía Fiscal del gobierno español, como dato informar que antes de la "Operación Emperador" el gobierno español recaudó 100 millones de euros en 4 meses, y tras la "Operación" hasta la finalización de dicha Amnistía, el gobierno español recaudó más de 1.100 millones en tan solo un mes y medio.
Debido a un error de interpretación, tras el error de los fiscales y el propio juez, (tras retener más de 100 horas a los detenidos) el juzgado tuvo que poner en libertad a unos 20 detenidos, entre ellos el empresario chino Gao Ping. El 16 de abril de 2013 el juez Andreu decretó prisión incondicional para Gao Ping y su esposa tras hallar nuevos indicios. Varias semanas después, el 13 de mayo se decretó orden de búsqueda y captura contra dos de los principales colaboradores de Ping, después de que no se presentaran en dependencias judiciales como estaban obligados y comprobarse su paradero desconocido.
El Caso Emperador, que fue destapado en 2012, tenía la evasión de impuestos como su objetivo fundamental. Entre otros, el banquero suizo Marc Pérez, del HSBC estaba implicado como parte fundamental de la trama internacional de blanqueo. En 2014 la Audiencia Nacional ordenó la cárcel para el banquero Marc Pérez.
En mayo de 2017, Hacienda concluyó (cuatro años y medio después) que Gao Ping defraudó 17 millones en IVA y aranceles.